# To be announced
«To be announced» (in italiano «da comunicare»), solitamente abbreviata con l'acronimo TBA, è una frase idiomatica inglese tipica del mondo dell'intrattenimento (cinema, televisione, videogiochi, musica) utilizzata per indicare l'incertezza su una data, la pubblicazione, la partecipazione ad un evento futuro o, più in generale, un qualsiasi dettaglio che deve ancora essere definito ufficialmente.
Altre espressioni similmente utilizzate sono «To be determined» e «To be confirmed».
Il termine viene utilizzato, con un significato differente, anche in ambito finanziario.